# 絲屋銀行
絲屋銀行（いとやぎんこう）は、旭川市に本店を置いていた、かつて存在した銀行。
主に北北海道に営業基盤を持ち、道外にも店舗を置いていた。明治時代から大正時代の北海道において、北海道拓殖銀行に次ぐ第二の規模を有していたが、1926年5月24日、十勝岳が噴火した当日に破綻し、地域経済に大混乱を招いた。

## 概要
1891年、創業者の田中清助が個人事業として兵庫県内にて開業。後に田中がやがて開拓が進み好景気に沸く北海道に注目し、1901年、旭川市に支店を開設。順調に業績が伸びたことから、旭川市に本店を移し上川地方を中心に店舗を拡大し続けた。第一次世界大戦時には、不動産や雑穀の投機を対象にした融資を行ったが、戦争が終了した後の景気後退局面では、一気に債権に焦げ付きが生じて経営が悪化。
1926年5月24日、道内30か所の本店、支店、派出所は三週間の休業を発表。休業直前まで銀行の経営状態は良いものと見られていた。

## 噴火災害と救済措置
破綻当日は、折しも十勝岳が噴火し、山腹から発生した泥流により多数の死傷者と耕作地が埋没する被害が生じた日と重なった。特に、被災地の上富良野町や美瑛町における主力金融機関は、絲屋銀行そのものであり、自治体や地域住民は不動産や金融資産を一挙に失う二重の苦しみを味わうこととなった。預金者は、噴火災害と銀行救済を関連づけて集会を開いたり、行政に陳情を続けた結果、救済措置として北海道拓殖銀行が日本銀行から融資を受けて絲屋銀行を買収するスキームが成立した。ただし、預金の元本は全て補償されるものではなく、100円に対して48円9銭に目減りした額とされ、地域経済に長らく暗い陰を落とすこととなった。

## 破綻に至る原因
1926年5月25日付けの大阪毎日新聞では、休業に追い込まれた理由として絲屋銀行が後援を得ていた北海道拓殖銀行の加藤頭取との間で感情的な行き違いがあり、関係断絶に至ったことが挙げられていた。
1926年5月29日付けの北海タイムスには、北海道拓殖銀行の頭取のインタビュー記事が掲載されており、破綻直前の絲屋銀行の内情が窺えるものとなっている。その中では、絲屋銀行が数年前より大蔵省の監査を受け業務の整理を行うよう勧告を受けていたにもかかわらず自助努力がなされていなかったこと。また、資金を供給していた北海道拓殖銀行も整理の必要性を説いたが敵対的な行動で反発され支援を行う余地が無かったこと。さらに銀行の重役が自治体（現留萌市）の預金を不正に流用していたことなどが挙げられている。

## 沿革
- 1898年5月5日 - 兵庫県で設立。田中の個人事業。
- 1901年 - 旭川市に支店を開設し北海道に進出。
- 1919年1月1日 - 旭川市に株式会社絲屋銀行設立。事実上、兵庫県の絲屋銀行を法人化した上で移転。
- 1919年4月 - 個人事業としての絲屋銀行を廃業。
- 1927年2月26日 - 北海道拓殖銀行が救済買収。
- 1927年4月20日 - 株式会社絲屋銀行解散。